# Tuğba Palazoğlu
Emine Tuğba Palazoğlu (Bolu, 4 dicembre 1980) è un'ex cestista turca.

## Carriera
Con la Turchia ha disputato i Giochi olimpici di Londra 2012, i Campionati mondiali del 2014 e tre edizioni dei Campionati europei (2009, 2011, 2013).